# انفصال الأمازيغ في شمال إفريقيا
يُشير انفصال الأمازيغ في شمال أفريقيا إلى قرن من النضال من أجل استقلال المجموعات العرقية الأمازيغية في المناطق الحديثة من المغرب، الجزائر، مالي وليبيا. تجسّد الفصل الأول من هذا الحديث الانفصالي في حروب الريف؛ والتي أدت إلى إنشاء جمهورية الريف قصيرة الأجل (1920-1926). على الرغم من تفكك هذه الدولة البربرية؛ استمرت حركة الاستقلال خلال القرن الـ 20 في الجزائر ثم قادتها قبائل الطوارق في القرن الـ 21 في كل من مالي وليبيا وذلك في محاولة فاشلة منهم لتشكيل دولة أزواد في مالي عام 2012 بحكم الأمر الواقع خاصة بعد تأسيس ميليشيات الطوارق في غات داخل ليبيا منذ عام 2014 تاريخ اندلاع ثاني حرب ليبية بعد سقوط القذافي. امتدت هذه الحركة حتى المغرب في عام 2013،  ثم تحولت إلى حركة احتجاج في 2016-17.

## الجدول الزمني

### حروب الريف
حروب الريف هي نزاع مُسلح خاضه البربر خلال النصف الأول من العام 1920 بين القوة الاستعمارية إسبانيا (انضمت لها في وقت لاحق فرنسا) وبين قبائل الأمازيغ في منطقة جبال الريف بقيادة الزعيم محمد بن عبد الكريم الخطابي. حقّق الريفيون في البداية حقت العديد من الانتصارات على حساب القوات الإسبانية وذلك باستخدام تكتيكات حرب العصابات والاستيلاء على الأسلحة. بعد تدخل فرنسا على الخط؛ انقلبت الأمور حيث تمكنت القوات الاسبانية من عملية إنزال الحسيمة والتي تُعتبر أول عملية برمائية في التاريخ تشمل استخدام الدبابات والطائرات. خلال تلك الفترة؛ قرّر عبد الكريم الخطابي الاستسلام ثم قامت فرنسا بنفيه حتى لا يعود لخوض معارك ضارية ضدها.
لا تزال طبيعة حروب الريف مثيرة للجدل بين المؤرخين حتى اليوم، حيث يرى البعض أن تلك كانت بمثابة نذير من أجل إنهاء حركة الاستعمار في شمال أفريقيا، بينما على العكس من ذلك يرى آخرون أنها هي نفسها كانت حروب استعمارية نظرا إلى أن القرار الإسبان بغزو الريف — جزء من محمية المغرب ولكن لا تزال مستقلة بحكم الأمر الواقع — جاء في عام 1921.

### اضطرابات الريف 1958
في عام 1958 طلب الملك المغربي الحسن الثاني الآلاف من القوات العسكرية بالتوجه نحو منطقة الريف من أجل تهدئة حركة العصيان المدني التي دعت لها الحركات الاجتماعية والسياسية. ونتيجة لذلك؛ فإن العديد من الأرياف قد تركوا منطقة الريف وتوجهوا لدول قارة أوروبا بحثا عن حياة أفضل. عاد الريفيون إلى مدن أجدادهم فقط لبناء المنازل التي كانوا يعيشون فيها في أثناء الإجازات أو بعد التقاعد، هذا جنبا إلى جنب مع تحويل جزء كبير من الأراضي الصالحة للزراعة من أجل زراعة القنب مما تسبب في دمار الاقتصاد المحلي والبيئة.

### حركة القبائل

#### الربيع الأمازيغي (1980)
اندلعت ثورات الربيع الأمازيغي عام 1980 وتمثلت بالأساس في احتجاجات سياسية ونشاطات مدنية بهدف الاعتراف باللغة الأمازيغية وتثبيت اللغة الأمازيغية كلغة رسمية في الجزائر. تركزت كل هذه الأحداث في منطقة القبائل ومدينة الجزائر. تميّزت تلك الفترة بسياسة التعريب التي عمل القوميون العرب على تثبيتها وبخاصة جبهة التحرير الوطني الجزائرية التي رفضت الاعتراف بالهوية البربرية للجزائر ومنعت اللغة الأمازيغية تماما. عاد الربيع البربري -أو الربيع الأمازيغي- يوم 10 مارس 1980 بعد حظر المؤتمر المقرر عقده من قبل المفكر مولود معمري في جامعة تيزي وزو. شكلت هذه النقطة منعطفا في تاريخ المطالبة الأمازيغية بالاستقلال خاصة بعدما اعتقلت قوات الشرطة المئات من نشطاء البربر وطلابهم في 20 أبريل مما أدى إلى إضراب عام شلّ معظم الحركة في البلاد. بالرغم من قمع حركات البربر بشكل عنيف من قبل السلطات الجزائرية؛ فقد خلقت تلك الحركات إرثا دائما للقبائل في شمال أفريقيا. في العصر الحديث؛ ظهر العديد من أبرز السياسيين والناشطين البربر كما ظهرت منظمات تهتم بهم مثل التجمع من أجل الثقافة والديمقراطية، الحركة الثقافية البربرية التي تم إنشائها في وقت لاحق من قبل نشطاء الربيع. كان الربيع أيضا حدثًا هاما بالنسبة للجزائر في مجال حقوق الإنسان بما في ذلك خارج دوائر البربر. منذ تفكيك حزب جبهة التحرير الوطني في عام 1989 ثم تلتها عملية فاشلة لتحول الجزائر لدولة ديمقراطية وازدادت الأوضاع سوءا عقب العشرية السوداء؛ حاولت الحكومة والدولة تحقيق بعض مطالب الأمازيغ بما في ذلك جعل اللغة البربرية لغة وطنية في الجزائر، ولكنها لا تزال بعيدة كل البعد عن اللغة العربية التي تظل اللغة الرسمية في البلاد فضلا عن الكثير من نقاط الخلاف التي لا تزال قائمة.

#### الاشتباكات العرقية 2014-15
في عامي 2014 و2015؛ عانت الجزائر من عدد من أعمال الشغب التي أودت بعشرات البشر لضحايا للعنف العرقي بين العرب والبربر.

#### احتجاجات 2017
في شباط/فبراير من عام 2017؛ اندلعت احتجاجات في الجزائر حضرها أزيد من 500 شخص. تم تنظيم الاحتجاج من قبل جماعات حقوق الإنسان وبعض النقابيين وأحزاب المعارضة الصغيرة إلا أن قوى المعارضة الرئيسية في البلاد لم تُشارك. حُشدت أعداد كبيرة من الشرطة في محاولة لمنع الاحتجاجات من المضي قدما، مما نجم عن ذلك بعض الشجارات العنيفية بين المتظاهرين وقوات الشرطة.

### احتجاجات الأمازيغ في المغرب

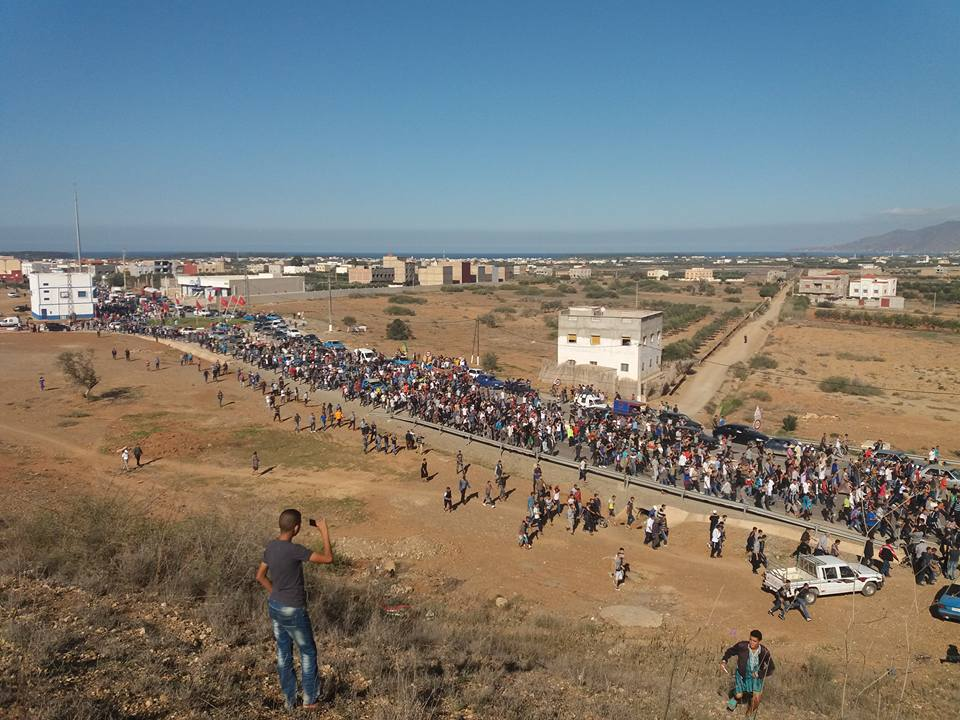
تشييع جنازة الشاب محسن فكري في مقبرة مدينة الحسيمة

منذ أواخر 2016، انتشرت احتجاجات شعبية ضخمة في جميع أنحاء مناطق الريف. بدأت الاحتجاجات عقب مقتل بائع السمك محسن فكري في الحسيمة في شهر تشرين الأول/أكتوبر 2016 على يد أعوان الشرطة. نُظمت مظاهرات ضخمة يوم 31 تشرين الأول/أكتوبر من نفس العام في جميع أنحاء المغرب احتجاجًا على ما حصل لمحسن. خلال كانون الثاني/يناير وشباط/فبراير من عام 2017؛ استعت رقعة الشغب ولم تعد تقتصر على الريف فقط بل خرج سكان المغرب العرب للتضامن مع سكان الأرياف والمطالبة بتحسين الأوضاع وبشكل خاص مشكل البطالة. اندلعت اشتباكات عنيفة في شمال الحسيمة نجم عنها إصابة 30 من قوات الشرطة بجروح متفاوتة الخطورة مقابل إصابة عدد غير معروف في صفوف المتظاهرين بعد استعمال الشرطة للغاز المسيل للدموع والرصاص المطاطي من أجل قمع التظاهرات. جرى تصعيد آخر في أيار/مايو 2017، حيث قاد الشاب الريفي ناصر الزفزافي حراكا شعبيا ضخما من أجل المطالبة بتحسين أوضاع مدينته وساكنيها. لكن هذا لم يحصل بعدما اعتقلت الشرطة المغربية الشاب ناصر في أواخر أيار/مايو 2017. خرج الآلاف إلى شوارع مدينة الحسيمة منذ اعتقال الزفزافي للمطالبة بالإفراج عنه وامتدت المظاهرات إلى العاصمة الرباط والدار البيضاء. رفع المتظاهرون عدة أعلام وشعارات مثل كلنا مع الزفزافي ولوح بعضهم بأعلام الأمازيغ؛ هذا الأمر استفز الشرطة المغربية التي قمعت الاحتجاجات واعتقلت حوالي 40 قيادايا منهم. وصل عدد المُعتقلين بحلول 30 أيار/مايو من نفس العام إلى 70.